# Byrsotria rothi
Byrsotria rothi är en kackerlacksart som beskrevs av Eliécer E. Gutiérrez och Linares 2003. Byrsotria rothi ingår i släktet Byrsotria och familjen jättekackerlackor.
Artens utbredningsområde är Kuba. Inga underarter finns listade.